# Іспанія на Дитячому пісенному конкурсі Євробачення
Дебют Іспанії на Дитячому пісенному конкурсі Євробаченні відбувся у 2003 році, коли конкурс проводився вперше у Копенгагені, Данія. За процес відбору учасника відповідав підрозділ Radiotelevisión Española (RTVE) і член Європейської Мовної Спілки (ЄМС) — Televisión Española (TVE). Для вибору учасника Іспанії використовували національний відбір, що мав назву Eurojunior. Перший учасником Дитячого Євробачення від країни став Серхіо, який виконав пісню "Desde el cielo" та посів друге місце, отримавши 125 балів. З 2007 до 2018 року включно Іспанія відмовлялася від участі в конкурсі, проте повернулася до змагань у 2019 році, де країну представила Мелані Гарсія з піснею "Marte", яка посіла третє місце.

## Участь у конкурсі
Умовні позначення
     Переможець
     Друге місце
     Третє місце
     Четверте місце
     П'яте місце
     Останнє місце
     Не брала участі
     Відмова від участі
| Рік                               | Місце       | Учасник         | Пісня                                                       | Місце | Бали |
| --------------------------------- | ----------- | --------------- | ----------------------------------------------------------- | ----- | ---- |
| 2003                              | Копенгаген  | Серхіо          | «Desde el cielo» (З неба)                                   | 2     | 125  |
| 2004                              | Ліллегаммер | Марія Ісабель   | «Antes muerta que sencilla» (Скоріше мертвий, аніж простий) | 1     | 171  |
| 2005                              | Гасселт     | Антоніо Хосе    | «Te traigo flores» (Я приніс тобі квіти)                    | 2     | 146  |
| 2006                              | Бухарест    | Дані Фернандес  | «Te doy mi voz» (Я даю тобі свій голос)                     | 4     | 90   |
| Не брала участь у 2007-2018 роках |             |                 |                                                             |       |      |
| 2019                              | Глевіце     | Мелані Гарсія   | «Marte» (Марс)                                              | 3     | 212  |
| 2020                              | Варшава     | Солеа           | «Palante»                                                   | 3     | 133  |
| 2021                              | Париж       | Леві Діас       | «Reir» (сміх)                                               | 15    | 77   |
| 2022                              | Єреван      | Карлос Іґес     | Señorita (Сеньйорита)                                       | 6     | 137  |
| 2023                              | Ніцца       | Сандра Валеро   | «Loviu» (Люблю тебе)                                        | 2     | 201  |
| 2024                              | Мадрид      | Хлоя Делароза   | «Como la Lola» (Як Лола)                                    | 6     | 144  |
| 2025                              | Тбілісі     | Ґонсало Пінійос |                                                             |       |      |

## Історія голосування (2003-2024)
| Дано                 | Дано | Отримано             | Отримано |
| Країна               | Бали | Країна               | Бали     |
| -------------------- | ---- | -------------------- | -------- |
| Франція              | 49   | Нідерланди           | 69       |
| Румунія              | 42   | Північна Македонія   | 63       |
| Нідерланди           | 42   | Велика Британія      | 51       |
| Грузія               | 41   | Мальта               | 50       |
| Україна              | 37   | Білорусь             | 44       |
| Вірменія             | 36   | Франція              | 43       |
| Велика Британія      | 34   | Кіпр                 | 43       |
| Польща               | 32   | Польща               | 41       |
| Білорусь             | 30   | Румунія              | 40       |
| Португалія           | 29   | Бельгія              | 39       |
| Мальта               | 28   | Україна              | 39       |
| Данія                | 26   | Албанія              | 38       |
| Бельгія              | 22   | Греція               | 35       |
| Росія                | 22   | Швеція               | 34       |
| Казахстан            | 18   | Італія               | 29       |
| Норвегія             | 13   | Хорватія             | 28       |
| Італія               | 12   | Німеччина            | 24       |
| Ірландія             | 9    | Латвія               | 23       |
| Хорватія             | 8    | Португалія           | 23       |
| Північна Македонія   | 8    | Данія                | 22       |
| Кіпр                 | 8    | Грузія               | 22       |
| Сербія               | 8    | Вірменія             | 21       |
| Швеція               | 7    | Норвегія             | 20       |
| Албанія              | 6    | Росія                | 18       |
| Азербайджан          | 5    | Естонія              | 17       |
| Греція               | 3    | Сербія               | 15       |
| Латвія               | 3    | Ірландія             | 14       |
| Австралія            | 1    | Казахстан            | 13       |
| Естонія              | 1    | Швейцарія            | 12       |
| Сербія та Чорногорія | —    | Сербія та Чорногорія | 12       |
| Уельс                | —    | Сан-Марино           | 8        |
| Болгарія             | —    | Уельс                | 7        |
| Швейцарія            | —    | Азербайджан          | 2        |
| Сан-Марино           | —    | Австралія            | 1        |

## Фотогалерея

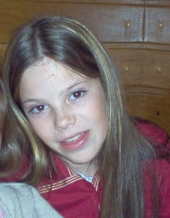
Марія Ісабель — представниця Іспанії на ДЄ-2004
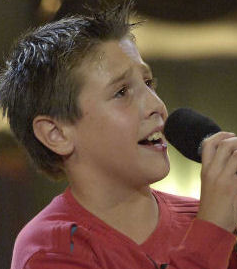
Антоніо Хосе — представник Іспанії на ДЄ-2005
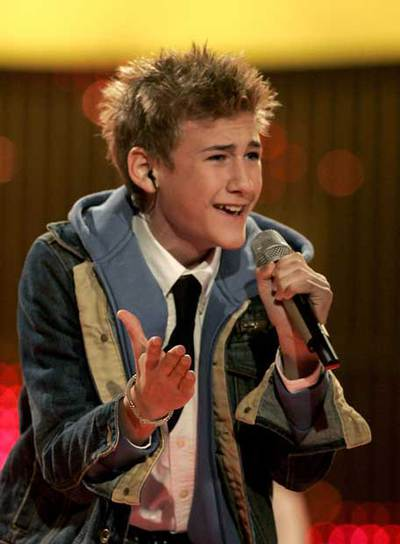
Dani Fernandez в Бухаресті (2006)
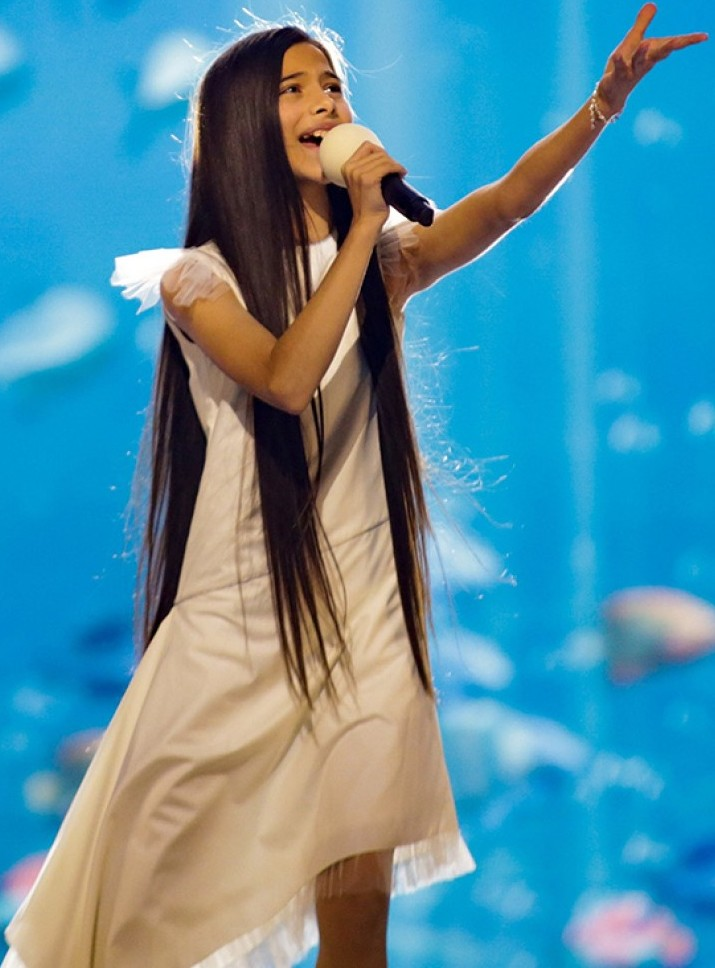
Мелані Гарсія у Гливиці (2019)